# Auf dem Knickbrink
Die Auf dem Knickbrink ist ein Naturschutzgebiet in der niedersächsischen Stadt Rinteln im Landkreis Schaumburg.
Das Naturschutzgebiet mit dem Kennzeichen NSG HA 019 ist 5,5 Hektar groß. Es steht seit dem 15. November 1949 unter Naturschutz. Im Februar 1969 wurde der Naturschutz mehrerer Flurstücke im Süden des Schutzgebietes aufgehoben. In diesem Bereich befindet sich heute u. a. der Sportplatz von Krankenhagen. Zuständige untere Naturschutzbehörde ist der Landkreis Schaumburg.
Das Naturschutzgebiet liegt innerhalb des Naturparks Weserbergland Schaumburg-Hameln nördlich von Krankenhagen, an dessen Wohnbebauung es stellenweise direkt anschließt, und stellt einen Ausschnitt einer Kameslandschaft am Südrand der Weserniederung unter Schutz. Im Naturschutzgebiet sind Magerrasen- und Besenheidengesellschaften zu finden.
Da das Gebiet zunehmend verbuschte, wurden Anfang des 21. Jahrhunderts Pflegemaßnahmen durchgeführt. Zur Verhinderung erneuter Verbuschung soll das Gelände mit Schafen beweidet werden.

## Archäologie
Im Bereich des heutigen Naturschutzgebietes erfolgten in den 1930er-Jahren Bauarbeiten zu einer Thingstätte, in der Nationalsozialisten Sonnwendfeiern durchführten. Während der Arbeiten wurde das prähistorische Urnengräberfeld auf dem Knickbrink aus der vorrömischen Eisenzeit etwa um das 5. Jahrhundert v. Chr. entdeckt. In den folgenden Jahrzehnten folgten mehrere Ausgrabungen.